# Sig-Sauer P239
Le Sig-Sauer P239 est un pistolet semi-automatique suisso-germanique développé par SIG et fabriqué par .

## Description
Il est destiné à la défense et est construit partiellement aux États-Unis. Il a été commercialisé en 1996 pour remplacer le Sig-Sauer P225 vieillissant.
La platine de l’arme fonctionne en double action (DA/SA) mais aussi en double action only (DAO). 

## Quelques utilisateurs officiels
- Allemagne de l'Ouest : Polices d'état allemandes
- États-Unis : Naval Criminal Investigative Service
- États-Unis : Coast Guard Investigative Service

## Fiction
- Dans Gunslinger girl, c'est l'arme utilisée par Henrietta

### Sources
Cette notice est issue de la lecture des monographies et des revues spécialisées de langue française suivantes :
- Cibles (Fr)
- Action Guns (Fr)
- Raymond Caranta, Sig-Sauer : une épopée technologique européenne, Chaumont, Crépin-Leblond, 2003, 192 p. (ISBN 2-7030-0224-6 et 978-2-7030-0224-6, OCLC 64448391, BNF 39107703)